# BPDU
Блок данных протокола мостового перенаправления (Bridge Protocol Data Unit, BPDU) — фрейм (единица данных) протокола управления сетевыми мостами, IEEE 802.1d, базируется на реализации протокола остовного дерева (Spanning Tree Protocol, STP). Используется для исключения возможности возникновения петель в сетях передачи данных при наличии в них многосвязной топологии. Используя одну физическую либо логическую связь в качестве основной, BPDU удерживает одну из доступных вторичных связей в режиме бездействия (ожидания). Таким образом полезный трафик передаётся только по одной из доступных связей. При нарушении функционирования одного из каналов (что легко наблюдается отсутствием прохождения через него сообщений 802.1d) ожидающий вторичный канал автоматически включается в работу, обеспечивая непрерываемость связности в сети.
Фрейм BPDU имеет следующие поля:
- Идентификатор версии протокола STP (2 байта). Коммутаторы должны поддерживать одну и ту же версию протокола STP
- Версия протокола STP (1 байт)
- Тип BPDU (1 байт). Существует 2 типа BPDU — конфигурационный и уведомление о реконфигурации
- Флаги (1 байт - бит 1 для TCN, бит 8 для TCA)
- Идентификатор корневого коммутатора (8 байт)
- Расстояние до корневого коммутатора (4 байта)
- Идентификатор коммутатора (8 байт)
- Идентификатор порта (2 байта)
- Время жизни сообщения (2 байта). Измеряется в единицах по 0,5 с, служит для выявления устаревших сообщений
- Максимальное время жизни сообщения (2 байта). Если кадр BPDU имеет время жизни, превышающее максимальное, то кадр игнорируется коммутаторами
- Интервал hello (2 байт), интервал через который посылаются пакеты BPDU
- Задержка смены состояний (2 байта). Минимальное время перехода коммутатора в активное состояние